# Публилия
Публилия (на латински: Publilia) е римлянка от 1 век.
Произлиза от плебейска фамилия Публилии. Потомка е на Публилий Волерон, народен трибун 472 и 471 пр.н.е., автор на Lex Publilia Voleronis.
Омъжва се за Гай Вибий Руф Руфин, който е суфектконсул през 16 г. Фамилията му Вибии произлиза от Тускулум. През 16 г. Вибий е суфектконсул, 24 г. e в колегията collegio curatorum alvei Tiberis praefectus. Двамата имат син Гай Вибий Руфин, суфектконсул 22 г.